# 圣乔治银行

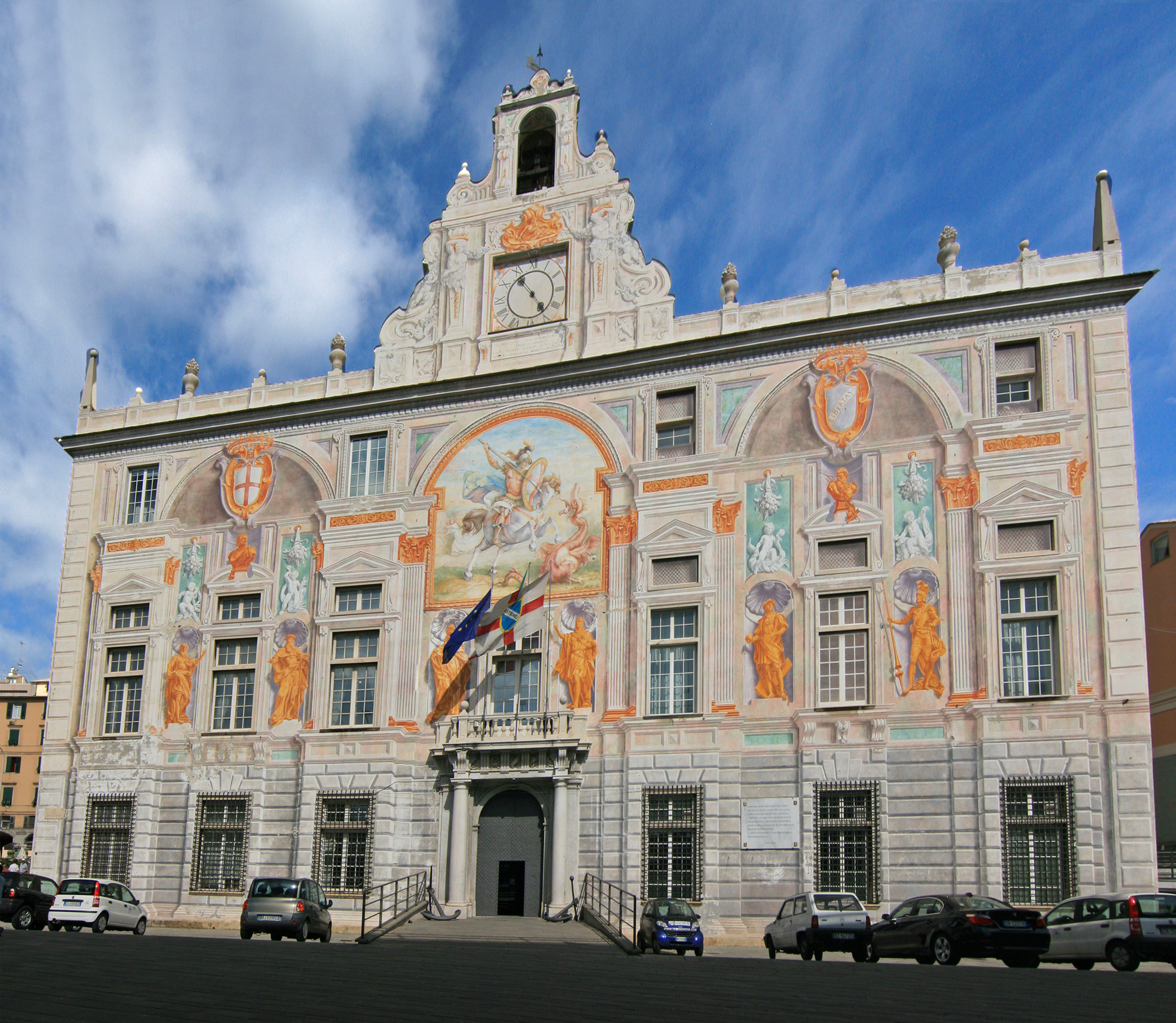
圣乔治宫

圣乔治银行 (義大利語：Casa delle compere e dei banchi di San Giorgio，Banco di San Giorgio)是热那亚共和国的一个金融机构。它成立于1407年，是为了应对由于与威尼斯争夺贸易和金融主导地位的战争，而不断升级的公共债务。它是欧洲和世界最古老的银行之一。银行的总部设于热那亚的圣乔治宫（Palazzo San Giorgio）,由第一任热那亚公爵西莫内·博卡内格拉（Simone Boccanegra）的叔叔古列尔莫·博卡内格拉（Guglielmo Boccanegra）建于13世纪。

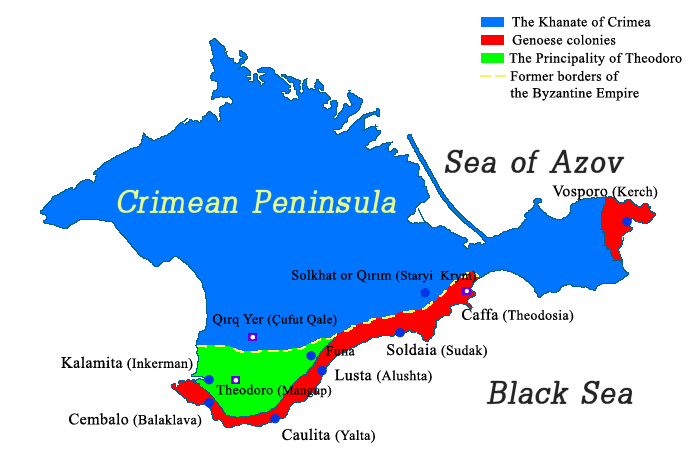
克里米亚在15世纪中叶，热那亚的殖民地以红色显示。

拿破仑侵入意大利后，取缔独立银行，圣乔治银行也在1805年关闭。
- 1987-2012年间，曾有一家独立的银行名为圣乔治银行（Banco di San Giorgio）。